# Marsha Burns
Marsha Burns, geb. Hardy (* 11. Januar 1945 in Seattle), ist eine US-amerikanische Fotografin.

## Leben und Werk
Marsha Burns wurde 1945 in Seattle im US-Bundesstaat Washington an der Westküste geboren. Sie studierte von 1963 bis 1965 zunächst Freie Malerei an der University of Washington und von 1967 bis 1969 an der University of Massachusetts in Amherst. Ihre ersten Erfahrungen mit Fotografie sammelte sie 1963 in einem Fotokurs in Seattle. Es sollte noch weitere sechs Jahre dauern, bis sie sich vollständig auf das Medium Fotografie als künstlerisches Ausdrucksmittel einließ. Nach einem Abstecher nach Texas und andere südlichere US-Bundesstaaten zog sie Mitte der 1970er Jahre wieder zurück in ihre Geburtsstadt Seattle, wo sie zusammen mit ihrem Ehemann, dem Fotografen und Maler Michael Burns (* 1942), künstlerisch weiter tätig war. In ihrem weiteren Arbeiten fokussierte sie sich auf hintergründige Akte und Körperstudien, in welchen sie die Beziehung zwischen Form und Gefühl erforschte. Sie arbeitete meist im Tageslichtstudio. Ihre androgyn wirkenden Modelle, hauptsächlich Freunde und Verwandte, platzierte sie in größtenteils leeren Szenarien, umgeben von diversen Gegenständen und in unterschiedlichen Stadien des Unbekleidetseins. In den folgenden Jahren machte Marsha Burns weiterhin Porträts in ihrem Studio und begann soziale Aspekte in ihre Werke einzubringen. Inspiriert durch einen Besuch 1984 in Berlin begann sie, Porträts von jungen Erwachsenen zu machen, die sich vom Mainstream abheben wollten. Sie erhielt zahlreiche Auszeichnungen und Stipendien, darunter den National Endowment for the Arts (1978, 1988).

## Sammlungen
Zahlreiche Werke von Marsha Burns befinden sich heute in Sammlungen und Institutionen wie dem Dallas Museum of Art, Museum of Modern Art, Metropolitan Museum, Museum of Contemporary Photography, Museum of Fine Art, Houston, Smithsonian American Art Museum, Stedelijk Museum in Amsterdam, Centre Pompidou, Center for Creative Photography an der Universität in Arizona in Tucson, Seattle Art Museum, Portland Art Museum und weiteren Museen sowie zahlreichen Privatsammlungen in den USA und Europa.

## Serien
- Native Americans
- Dreamers
- Posture
- Nudes
- ANIMA ANIMUS
- Italian Series

## Ausstellungen
- 1969: Smith College, Smith College Northampton, MA
- 1971: University of Denver, Denver, CO
- 1973: Cheney Cowles Art Museum, Spokane, WA
- 1975: The Photographer's Gallery, Seattle, WA
- 1977: Marsha and Michael Burns: Recent Photographs, Museum of Fine Art, Washington State University Pullman, WA
- 1977: Sarah Reynolds Gallery, University of New Mexico, Albuquerque, NM
- 1977: University of Oregon, Museum of Art, Museum of Art Eugene, OR
- 1978: Susan Spiritus Gallery, Newport Beach, CA
- 1979: Jeffrey Gilbert Gallery, Chicago, IL
- 1979: Seattle Art Museum, Seattle, WA
- 1980: Eastern Washington State College Gallery, Cheny, WA
- 1980: Gallery Four, Evergreen State College, Olympia, WA
- 1980: Glover/Hayes Books, Seattle, WA
- 1980: Paul Cava Gallery, Philadelphia, PA
- 1980: Susan Spiritus Gallery, Newport Beach, CA
- 1980: The Halsted Gallery, Birmingham, MI
- 1980: The Silver Image Gallery, Seattle, WA
- 1981: Glover/Hayes Books, Seattle, WA
- 1981: Jeffrey Gilbert Gallery, Chicago, IL
- 1981: The Art Attack Gallery, Boise, ID
- 1981: The Friends of Photography, Carmel, CA
- 1982: California and the West Coast, Cypress College Cypress, CA
- 1982: Dreamers, Glover/Hayes Books Seattle, WA
- 1982: G.H. Dalsheimer Gallery, Ltd. Baltimore, MD
- 1982: Gallery of the Chicago Center for Contemporary Photography, Gallery of the Chicago Cntr. for Cont. Photography Columbia College, Chicago, IL
- 1982: Grapestake Gallery, San Francisco, CA
- 1982: Hampshire College, Amherst, MA
- 1982: Paula Pia Gallery, Antwerp, Belgien
- 1982: The Baker Gallery, Kansas City, MO
- 1982: The Silver Image Gallery, Seattle, WA
- 1983: Denver Art Museum Denver, CO
- 1983: G.H. Dalsheimer Gallery, Baltimore, MD
- 1983: Gallery Alphaville, Placenza, Italien
- 1983: Linda Farris Gallery, Seattle, WA
- 1983: Marsha Burns, Photographs, Nexus Gallery Atlanta, GA
- 1983: Outside New York: Seattle, The New Museum of Contemporary Art New York, NY
- 1983: Seattle Art Museum Seattle, WA
- 1983: The Individual: Five Contemporary Photographic Viewpoints, University Gallery University of Idaho, Moscow, ID
- 1983: The Madison Art Center, Madison, WI
- 1984: American and Dutch Photography, Foto Biennale Enschede, Netherlands
- 1984: American Cultural Center, Brussels, Belgien
- 1984: American Photography Today, University of Denber Denver, CO
- 1984: Arranged Image Photography, Yellowstone Art Center Billings, MT
- 1984: Arranged Image, San Francisco Camera Work Gallery San Francisco, CA
- 1984: Art Alliance, Art Alliance Philadelphia, PA
- 1984: Arts, Balboa Park San Diego, CA
- 1984: Attitudes and Expressions: Classic and Contemporary Portrait Photography, Mills House Visual Art Complex Garden Grove, CA
- 1984: Charles Cowles Gallery, New York, NY
- 1984: Masterwork Show, Ledel Gallery, New York, NY
- 1984: Paula Pia Gallery Antwerp, Belgien
- 1984: Portland Art Museum, Portland, OR
- 1984: Susan Spiritus Gallery, Newport Beach, CA
- 1984: The Nude: Classic Beauty, The Silver Image Gallery, Seattle, WA
- 1985: Canon Photo Gallery, Amsterdam, Niederlande
- 1985: Das Aktfoto, Stadtmuseum München
- 1985: Das Aktfoto, Museum of Moderner Kunst Wien, Österreich
- 1985: Exhibition of Works from Permanent Collection, Newport Harbor Art Museum, Newport, CA
- 1985: Outside of Society, Seattle/Berlin, Linda Farris Gallery, Seattle, WA
- 1985: Photo 15, Cleveland Institute of Art, Cleveland, OH
- 1985: Royal Academy of Fine Arts, Royal Academy of Fine Arts Menen, Belgien
- 1985: Watari, Watari Tokyo, Japan
- 1986: Charles Cowles Gallery, New York, NY
- 1986: Commitment to Vision, University of Oregon, Eugene, OR
- 1986: Fay Gold Gallery, Atlanta, GA
- 1986: Forum Fotogaleria, Tarragona, Spanien
- 1986: Susan Spiritus Gallery, Newport Beach, CA
- 1986: The Photographic Image Gallery, Portland, OR
- 1986: Third Western States Arts Foundation Exhibition, Brooklyn Museum Brooklyn, NY
- 1986: Trisolini Gallery, Trisolini Gallery Ohio State University, Athens, OH
- 1987: Charles Cowles Gallery, New York, NY
- 1987: Focus Seattle, San Jose Museum of Art, San Jose, CA
- 1987: Galerie Arena, Ecole Nationale de la Photographie, Arles, Frankreich
- 1987: Galerie Agathe Gaillard, Paris, Frankreich
- 1987: Index Gallery, Clark College Vancouver, WA
- 1987: Likeness, Expression and Character: Presence in Photographs, The Museum of Contemporary Photography Columbia College, Chicago, IL
- 1987: New Works, Charles Cowles Gallery, New York, NY
- 1987: Photographs for Real Life, Baskin Gallery Tacoma Museum of Art, Tacoma, WA
- 1987: The Henry Gallery, The Henry Gallery University of Washington, Seattle, WA
- 1987: The Silver Image Gallery, The Silver Image Gallery, Ohio State University Columbus, OH
- 1987: Twentieth Anniversary Exhibition, The Friends of Photography, Carmel, CA
- 1988: Laura Rosso Gallery, Laura Rosso Gallery Portland, OR
- 1988: Musee de L'Eysee Lausanne, Schweiz
- 1988: Nude: Male and Female, G. Ray Hawkins Gallery, Los Angeles, CA
- 1988: Photographic Images/N.W., Laura Russo Gallery, Portland, OR
- 1988: Ray Hawkins, Los Angeles, CA
- 1988: Schneider Museum of Art, Schneider Museum of Art Southern Oregon State College, Ashland, OR
- 1988: Selections 4, Photokina 88, Köln
- 1989: 100 Years of Washington Photography, Selected Artists, Tacoma Art Museum, Tacoma, WA
- 1989: Attitudes Revisited, Santa Barbara Museum of Art, Santa Barbara, CA
- 1989: Behold: Photographs from the Permanent Collection, The Museum of Contemporary Photography, Chicago, IL
- 1989: Chicago Public Library Cultural Center, Chicago, IL
- 1989: Faces of China: Photographs of Contemporary China, Seattle, WA
- 1989: Marsha Burns Photographs Rom, Italien
- 1989: Marsha Burns Polaroids, Whatcom Museum of History and Art, Bellingham, WA
- 1989: Taboo, Greg Kucera Gallery, Seattle, WA
- 1989: The Cowles Art Show, Charles Cowles Gallery, New York, NY
- 1989: Twelfth Annual Pilchuck Exhibition, William Traver Gallery
- 1989: Whatcom Museum of History and Art, Bellingham, WA
- 1990: Andrea Ross Gallery, Santa Monica, CA
- 1990: Anniversary Show, Linda Farris Gallery, Seattle, WA
- 1990: China 1989, One Path Three Vision, Italia, Seattle, WA
- 1990: Folio Gallery, Calgary, Kanada
- 1990: Northwest Annual, Center on Contemporary Art, Seattle, WA
- 1990: Photography from Seattle, Committee for Visual Exchange, Tashkent, USSR
- 1990: Photography from the 1990 Workshop Faculty, The Friends of Photography, Anselm Adams Center San Francisco, CA
- 1990: Recent Photographs, Portland School of Art, Portland, OR
- 1990: Western Women Photographers, Maveety Gallery, Portland, OR
- 1991: Human Scenes, University of Illinois, Chicago, IL
- 1991: Ministry of Culture, Ministry of Culture Alden Beisen, Belgien
- 1991: National Governors Association Art Exhibition, Washington State Convention and Trade Center, Seattle, WA
- 1991: People and Places, Northern Illinois University Art Museum Gallery, Chicago, IL
- 1991: Soho at Duke, Five Artists from Charles Cowles Gallery, Duke University Museum of Art, Durham, NC
- 1992 Portraits from America, Susan Spiritus Gallery, Costa Mesa, CA
- 1992: Charles Cowles Gallery, Charles Cowles Gallery, New York, NY
- 1992: Photographs: Jock Sturges, Plauto, Marsha Burns, Jock Sturges, Pl, Charles Cowles Gallery, New York, NY
- 1992: To Collect the Art of Women: the Jane Reese Williams Collection of Photography, Museum of New Mexico, Santa Fe, NM
- 1994: About Face (GA), Houston Center for Photography, Houston, TX
- 1996: Selections 6: Works from the Polaroid Collection, Weber State University, Ogden, UT
- 1997: Eye of the Beholder, (GA), International Center of Photography, New York, NY
- 1999: Pictures from Another Place, continued, G. Gibson Gallery, Seattle, WA
- 2001: Marsha Burns: New Photographs, Cowles Gallery, New York, NY
- 2003: Marsha Burns: Portrait of America, (solo), Anderson Gallery, Virginia Commonwealth
- 2005: pARTners: Considerations Rather Than Constraints, Kirkland Arts Center, Kirkland, WA
- 2007: Art Treasures from Our Vault, (GA), Lee Hansley Art Gallery, Raleigh, NC
- 2016: 25th Anniversary Show, Marsha Burns, et al.,  Koplin Del Rio, Seattle, WA
- 2017: Marsha Burns: Look Again, Koplin Del Rio, Seattle, WA[11]
- 2017: Marsha Burns: Look Again, Photographic / KDR, Seattle, WA
- 2017: Women in Photography, Marsha Burns, et al. Bainbridge Island Museum of Art, Bainbridge Island, WA
- 2018: Gesture, Marsha Burns, et al., Koplin Del Rio, Seattle, WA[12]
- 2018: Women of the West, Marsha Burns, et al., Scott Nichols Gallery, San Francisco, CA[13]
- 2019: Marsha Burns Looking Back, Haus am Kleistpark, Berlin[14]
- 2019: Nine years, Marsha Burns, Dianne Kornberg, Jordan Wolfson, Photographic / KDR, Seattle, WA[15]

## Veröffentlichungen
- Marsha Burns (1977): White Snow Goose Sequence, Silver Image Gallery, Seattle.
- James G. Alinder (Hg) (1980): Untitled 23 (The Friends of Photography): 9 Critics 9 Photographers: James G. Alinder, Paul Caponigro, Beaumont Newhall, David Featherstone, Arthur Ollman, Robert Baker, Eugene Richards, Evon Streetman, John L. Ward, Candida Finkel, Eileen Berger, James D. Burns, Marsha Burns, Thomas Barro, Robert Fichter, Olivia Parker, Gary Metz, Roger Mertin. Carmel, California: The Friends of Photography.
- David Featherstone (Hg) (1982): Postures: The studio photographs of Marsha Burns. Friends of Photography.
- Carrol T. Hartwell (Autor) (1984): The making of a collection. Photographs from the Minneapolis Institute of Arts Millerton. Minneapolis Institute Of Arts, Aperture.
- Michael und Gisela Barche (Hg), Köhler (Autor) (1985): Das Aktfoto. Ansichten vom Körper im fotografischen Zeitalter Ästhetik Geschichte Ideologie. Bucher, München.
- André Kirchner (Hg) (1986): Hier und dort: Orte, Stadtlandschaften, Material zur Geschichte der modernen Fotografie. Berlin.
- Marsha Burns, Michael Burns, Randy Hayes and John Yau (1987): Cities. Henry Art Gallery, University of Washington, Seattle, USA.

- Suzuki Gyoh (Hg) (1988): Visions: Works by 8 Contemporary American Women. Sandy Skoglund, Karen Filter, Sandra L. Haber, Marsha Burns, Olivia Parker, Judy Coleman, Jan Groover, Barbara Kasten. Parco Pib. Japan.

- Peter Weiermair (Hg) (1988): Frauen sehen Männer: die Darstellung des männlichen Aktes durch zeitgenössische Fotografinnen. Dianora Niccolini, Bernis von zur Muehlen, Karin Rosenthal, Marsha Burns, Suzanne E. Pastor, Irene Peschick, Giuliana Traverso, Charlotte March, Nan Goldin, Sandi Fellmann, Barbara DeGenevieve, Lynn Davis, Rosella Bellusci, Maria-Theresia Litschauer, Anette Berns, Ernestine Ruben, Vera Hernandez Correa, Dominique Auerbacher, Lenni van Dinther, Jacqueline Livingstone, Jaschi Klein, Sharon Stewart. Photographie, Schaffhausen.
- Beth Goldberg (Hg) (1990): Photographs Updated: Similar Images / Dissimilar Motives. Marsha Burns, Jay Boersma, Julia Margaret Cameron, Eadweard Muybridge, Todd Walker, Hollis Frampton, Harry Callahan, Duane Michals, Imogen Cunningham, Anne W. Brigman, et al. University Art Gallery, Sonoma State University, Rohnert Park.
- Peter Weiermair (Hg) (1995): The Male Nudes by Women: an anthology. photography by Dianora Niccolini, Bernis von zur Muehlen, Karin Rosenthal, Marsha Burns, Nan Goldin, et al. Edition Stemmle, Frankfurt.
- Weiermair, Peter (Hg) (1995): Frauen sehen Männer. Eine Anthologie. photography by Dianora Niccolini, Bernis von zur Muehlen, Karin Rosenthal, Marsha Burns, Nan Goldin, et al. Edition Stemmle, Zürich.
- Ed Marquand (Hg) (1998): Beyond Soap, Water and Comb: A Man's Guide to Good Grooming and Fitness, Marsha Burns. Abbeville Press.